# Davide Mogavero
Davide Mogavero (Catanzaro, 20 aprile 1993) è un cantante italiano, divenuto noto nel 2010 grazie alla partecipazione alla quarta edizione di X Factor e nel 2015 alla quattordicesima edizione di Amici.

## Biografia

### L'esperienza adX Factore il primo album
Nato in Calabria, a Catanzaro, prima di trasferirsi in Puglia, è cresciuto fino all'età di 7 anni a Scalea (CS), in provincia di Cosenza. Vive a Salice Salentino (LE).  Inizia a cantare sin da piccolo. Nel 2010, a 17 anni, partecipa alla quarta edizione di X Factor, dove si classifica al secondo posto. Durante la semifinale presenta il suo singolo d'esordio, Il tempo migliore, scritto da Francesco Rengae Luca Chiaravalli, inserito successivamente nell'EP omonimo uscito sotto etichetta Sony. Il singolo, il cui videoclip è stato girato sotto regia di Gaetano Morbioli, debutta in classifica FIMI al tredicesimo posto, mentre l'EP in 29sima posizione. 
Nel giugno 2012 esce, sotto etichetta Dueffel Music, il suo primo album di inediti Benvenuto al mondo, dal quale vengono estratti i singoli She makes me feel, Ad ogni dose e If I could only keep my head.
Nello stesso anno duetta con Arianna Cleri nel brano Fai sentire il battito, inserito nel disco di lei. 
Tenta poi di partecipare al Festival di Sanremo, venendo però scartato, con il brano La mia bugia.

### L'esperienza adAmicie il secondo album
Nel febbraio 2015 entra a far parte dei concorrenti della quattordicesima edizione di Amici, scelto da Emma nella sua squadra bianca arrivando fino alla prima puntata del serale. 
Nel giugno dello stesso anno esce il suo secondo album in studio Davide Mogavero, sotto etichetta Dueffel Music. Il disco è anticipato dal singolo C'è ancora tempo, scritto dallo stesso Mogavero, in collaborazione con Emilio Munda e Francesco Migliacci. Contemporaneamente esce il videoclip sotto regia di Fabio Breccia e Dop Carlo Edoardo Bolli. Nel 2017 partecipa alle selezioni della categoria giovani del Festival di Sanremo 2018, venendo però scartato con il brano Tamigi.

### Altre attività
Tra il 2013 e il 2014 realizza un progetto su Wattpad, una piattaforma web di scrittura libera, dove realizza, insieme a Cristina Di Benigno, un racconto autobiografico diviso in vari capitoli dal titolo La strada verso un sogno, il tutto accompagnato dall'audio di 5 cover: Far Away, Everything I do, Waiting On The World To Change, Last Christmas e Til Summer Comes Around.

## Discografia

### Album in studio
| Anno                                                                                               | Titolo | Posizioni in classifica | Certificazioni |
| Anno                                                                                               | Titolo | ITA                     | Certificazioni |
| -------------------------------------------------------------------------------------------------- | --- | ----------------------- | -------------- |
| 2012                                                                                               | Benvenuto al mondo - Pubblicato: 18 settembre 2012 - Etichetta: Dueffel Music - Formato: CD, download digitale | 46                      |                |
| 2015                                                                                               | Davide Mogavero - Pubblicato: 3 giugno 2015 - Etichetta: Dueffel Music - Formato: CD, download digitale        | 50                      |                |
| "—" indica una pubblicazione che non si è classificata o che non è stata pubblicata in quel Paese. | |                         |                |

### Extended play
| Anno | Titolo | Posizioni in classifica | Certificazioni |
| Anno | Titolo | ITA                     | Certificazioni |
| ---- | --- | ----------------------- | -------------- |
| 2010 | Il tempo migliore - Pubblicato: 23 novembre 2010 - Etichetta: Sony Music - Formati: CD, download digitale | 29                      |                |

### Singoli
| Anno                                                                                               | Titolo                                   | Posizioni in classifica | Certificazioni | Album di provenienza |
| Anno                                                                                               | Titolo                                   | ITA                     | Certificazioni | Album di provenienza |
| -------------------------------------------------------------------------------------------------- | ---------------------------------------- | ----------------------- | -------------- | -------------------- |
| 2010                                                                                               | Il tempo migliore                        | 13                      |                | Il tempo migliore    |
| 2012                                                                                               | She Makes Me Feel (feat. Jack Rubinacci) | —                       |                | Benvenuto al mondo   |
| 2012                                                                                               | Ad ogni dose                             | —                       |                | Benvenuto al mondo   |
| 2012                                                                                               | If I could only keep my head             | —                       |                | Benvenuto al mondo   |
| 2015                                                                                               | C'è ancora tempo                         | —                       |                | Davide Mogavero      |
| 2015                                                                                               | Un maledetto attimo                      | —                       |                | Davide Mogavero      |
| "—" indica una pubblicazione che non si è classificata o che non è stata pubblicata in quel Paese. |                                          |                         |                |                      |

## Altre apparizioni

### Raccolte
- 2011 – X Factor 4 Compilation
- 2012 – The Best of X Factor

### Collaborazioni
- 2012 – Fai sentire il battito (feat. Arianna Cleri)
- 2012 - She Makes Me Feel (feat. Jack Rubinaci)

## Videografia

### Video musicali
- 2010 – Il tempo migliore
- 2012 – La mia bugia
- 2012 – She makes me feel (feat. Jack Rubinacci)
- 2012 - Ad ogni dose
- 2013 - Far Away
- 2014 – Last Christmas
- 2014 – Everything i Do
- 2014 – Waiting On The World To Change
- 2014 - Til Summer Comes Around
- 2015 – C'è ancora tempo
- 2015 – Un maledetto attimo

## Tournée
- 2015 - Instore Tour, per la promozione di Davide Mogavero